# Њу Сентервил (Пенсилванија)
Њу Сентервил (енгл. New Centerville) град је у америчкој савезној држави Пенсилванија.

## Демографија
По попису из 2010. године број становника је 133, што је 60 (-31,1%) становника мање него 2000. године.
| Група             | 2000.       | 2010.       |
| Белци             | 190 (98,4%) | 132 (99,2%) |
| Афроамериканци    | 2 (1,0%)    | 0 (0,0%)    |
| Азијати           | 1 (0,5%)    | 1 (0,8%)    |
| Хиспаноамериканци | 2 (1,0%)    | 0 (0,0%)    |
| Укупно            | 193         | 133         |